# Resolució 741 del Consell de Seguretat de les Nacions Unides
La Resolució 741 del Consell de Seguretat de les Nacions Unides, aprovada el 7 de febrer de 1992 després d'examinar l'aplicació de Turkmenistan per a ser membre de les Nacions Unides, el Consell va recomanar a l'Assemblea general que Turkmenistan fos admesa.